# Stazione di Zella-Mehlis
La stazione di Zella-Mehlis è una stazione ferroviaria posta sulla linea Neudietendorf-Ritschenhausen, e punto d'origine della linea per Wernshausen. Serve la città di Zella-Mehlis.